# 民主集中派
民主集中派（俄語：Группа демократического централизма）是1919年3月俄国共产党（布尔什维克）第八次代表大会期间形成的一个派别，主要由布尔什维克知识分子组成，他们批判了俄共（布）领导层权力过度集中、压制地方党组织活动和对工业的僵化控制，认为党内民主集中制的民主方面被削弱。因此，他们主张恢复“无产阶级专政”，反对“一党专政”。民主集中派的主张未获得广泛支持。该派系主要人物包括瓦列里安·奥波连斯基和弗拉基米尔·斯米尔诺夫等人，后来因参加左翼反对派和联合反对派而被开除党籍，大清洗期间遭到处决。